# Боснія і Герцеговина на літніх Паралімпійських іграх 2004
Боснія і Герцеговина брала участь у літніх Паралімпійських іграх 2004 року в Афінах (Греція), втретє за свою історію. Олімпійська збірна країни складалася з 15 спортсменів. Олімпійці Боснії і Герцеговини завоювали одну золоту медаль.